# Sphodromantis gastrica
Sphodromantis gastrica é uma espécie de louva-a-deus da família dos Mantidae, sendo encontrados na África do Sul, Namíbia, Botsuana, Zimbábue, Zâmbia, República Democrática do Congo, e África Oriental.